# ماكس أندرسون (لاعب كرة قدم أمريكية)
ماكس أندرسون (بالإنجليزية: Max Anderson)‏ هو لاعب كرة قدم أمريكية أمريكي، ولد في 6 يونيو 1945 في ستوكتون في الولايات المتحدة.

## وصلات خارجية
- ماكس أندرسون على موقع مرجع كرة القدم المحترفة.كوم (الإنجليزية)